# 赖恩霍尔特罗德
赖恩霍尔特罗德（德語：Reinholterode）是德国图林根州的市镇，隶属于艾希斯费尔德县。总面积为8.73平方千米，截至2023年12月31日总人口为764人。